# Goyazia villosa
Goyazia villosa är en tvåhjärtbladig växtart som först beskrevs av George Gardner, och fick sitt nu gällande namn av Richard Alden Howard. Goyazia villosa ingår i släktet Goyazia och familjen Gesneriaceae. Inga underarter finns listade i Catalogue of Life.